# Saint-Thomas (Aisne)
Saint-Thomas é uma comuna francesa na região administrativa de Altos da França, no departamento de Aisne. Estende-se por uma área de 2,5 km². Em 2010 a comuna tinha 81 habitantes (densidade: 32,4 hab./km²).